# Paragonaster subtilis
Paragonaster subtilis is een kamster uit de familie Pseudarchasteridae.
De wetenschappelijke naam van de soort werd, als Goniopecten subtilis, in 1881 gepubliceerd door Edmond Perrier.